# Silhouette

Silhouette artistica di ragazza

Una silhouette (AFI: [siˈlwɛt], termine francese; pronuncia italianizzata /siluˈɛt/) in italiano siluetta o siloetta, è, nelle arti visive, un'immagine di un oggetto che ne rende esclusivamente la sagoma del profilo.

## Storia
Il termine nacque in Francia, nella seconda metà del XVIII secolo, per indicare una tecnica di ritratto, eseguito riproducendo i soli contorni del viso, come un'ombra, chiamati profil à la silhouette. La definizione è scherzosamente riferita al ministro Étienne de Silhouette (1709-1767), ministro delle finanze di Luigi XV di Francia, divenuto proverbiale per la sua politica amministrativa essenziale e improntata all'estrema parsimonia e per i tagli effettuati addirittura alle spese del re. Il suo nome passò a indicare colui che spende poco, mangia poco, ed è poi divenuta d'uso comune anche in altri paesi europei, compresa l'Italia dove viene usata, erroneamente, per definire il profilo slanciato di una persona, in particolare di una donna, di un'automobile sportiva o di un oggetto d'arte.
Periodo di maggiore produzione delle silhouette fu la metà del XVIII secolo. Il soggetto era posto dietro un telo bianco, dove la sua ombra (silhouette) era proiettata grazie alla luce di una finestra. L'artista seguiva i contorni del viso e anneriva l'interno al termine del procedimento.
Nel XVIII e all'inizio del XIX secolo, i "profili" o "sfumature" come venivano chiamati venivano realizzati con uno dei tre metodi:
1. dipinto su avorio, gesso, carta, cartoncino o al rovescio su vetro;
2. “scavo” in cui l'immagine negativa veniva tracciata e poi ritagliata da carta di colore chiaro che veniva poi adagiata su uno sfondo scuro;
3. “taglia e incolla” dove la figura veniva ritagliata da carta scura (di solito a mano libera) e poi incollata su uno sfondo chiaro[11].

### Origini mitologiche
La silhouette è strettamente legata nella mitologia alle origini dell'arte. Plinio il Vecchio, nella sua Storia naturale (circa 77-79 d.C.) Libri XXXIV e XXXV, racconta l'origine della pittura. Nel capitolo 5 del libro XXXV, scrive:
"Non abbiamo alcuna conoscenza certa dell'inizio dell'arte della pittura, né questa indagine rientra nella nostra considerazione. Gli Egiziani affermano che fu inventato tra loro, seimila anni prima che passasse in Grecia; un vano vanto, è molto evidente. Quanto ai Greci, alcuni dicono che fu inventato a Sicione, altri a Corinto; ma tutti concordano che abbia avuto origine nel tracciare linee intorno all'ombra umana [...omnes umbra hominis lineis circumducta].". Nel capitolo 15, racconta la storia di Butades di Corinto:
“Butades, un vasaio di Sicione, fu il primo che inventò, a Corinto, l'arte di modellare ritratti nella terra che usò nel suo mestiere. Fu attraverso sua figlia che fece la scoperta; la quale, profondamente innamorata di un giovane in procinto di partire per un lungo viaggio, tracciò il profilo del suo volto, come gettato sulla parete dalla luce della lampada [umbram ex facie eius ad lucernam in pariete lineis circumscripsit]. Vedendo ciò, suo padre riempì il contorno, comprimendo l'argilla sulla superficie, e così fece una faccia in rilievo, che poi indurì col fuoco insieme ad altri oggetti di ceramica. In accordo con il mito, la pittura su ceramica greca a figure nere, nota anche come stile a figure nere o ceramica a figure nere (dal greco μελανόμορφα, melanomorpha, comune tra il VII e il V secolo a.C.) impiega la silhouette e la caratteristica viste di profilo di figure e oggetti su forme di ceramica. I vasi stessi presentano forme forti nei contorni che sono indicatori del loro scopo, oltre ad essere decorativi.

### Ritratti di profilo
Per la rappresentazione dei ritratti, l'immagine del profilo ha un notevole vantaggio rispetto a un'immagine a volto intero in molte circostanze, perché dipende fortemente dalle proporzioni e dalla relazione delle strutture ossee del viso (la fronte, il naso e il mento) che rendono l'immagine più chiara e semplice. Per questo motivo i ritratti di profilo sono stati impiegati sulla monetazione fin dall'epoca romana. Il primo periodo rinascimentale vide una moda per i ritratti di profilo dipinti e personaggi come Federico da Montefeltro e Ludovico Sforza furono raffigurati in ritratti di profilo, un tipo di rappresentazione fortemente legata alla silhouette.
Una ricerca presso la Stanford University indica che laddove gli studi precedenti sul riconoscimento facciale si basavano su viste frontali, gli studi con le sagome mostrano che gli esseri umani sono in grado di estrarre informazioni accurate su sesso ed età solo dalla silhouette. Questo è un concetto importante per gli artisti che disegnano personaggi per i media visivi, perché la silhouette è la forma più immediatamente riconoscibile e identificabile del personaggio.

### Aumento della popolarità e dello sviluppo nel diciannovesimo secolo
Un ritratto di silhouette può essere dipinto o disegnato. Tuttavia, il metodo tradizionale per creare ritratti di silhouette consiste nel ritagliarli da cartoncino nero leggero e montarli su uno sfondo chiaro (solitamente bianco). Questo era il lavoro di artisti specializzati, che spesso lavoravano negli stand di fiere o mercati, il cui mestiere era in concorrenza con quello dei più costosi miniaturisti frequentati dai ricchi. Un tradizionale ritrattista di silhouette ritaglierebbe le sembianze di una persona, a mano libera, in pochi minuti. Alcuni artisti di silhouette moderni realizzano anche ritratti di silhouette da fotografie di persone scattate di profilo. Queste immagini del profilo sono spesso lunghe fino alla testa e alle spalle (busto), ma possono anche essere a figura intera.
Si pensa che il lavoro del fisionomista Johann Caspar Lavater, che ha utilizzato le sagome per analizzare i tipi di viso, abbia promosso l'arte. L'artista di silhouette del XVIII secolo August Edouart tagliò migliaia di ritratti in duplice copia. I suoi soggetti includevano la nobiltà francese e britannica e i presidenti degli Stati Uniti. Gran parte della sua collezione personale è andata perduta in un naufragio. In Inghilterra, il più noto artista di silhouette, un pittore non un tagliatore, era John Miers, che viaggiava e lavorava in diverse città, ma aveva uno studio sullo Strand a Londra. Ha pubblicizzato "sedute di tre minuti" a basso costo, ad esempio facendo pagare solo mezza corona, intorno al 1800. I prodotti di Miers erano in grisaglia, con delicati riflessi aggiunti in oro o giallo, e alcuni esempi potevano essere dipinti su vari supporti, tra cui gesso, vetro o avorio. La dimensione era normalmente piccola, con molti lavori progettati per entrare in un medaglione, ma per il resto era un tipico busto alto da 3 a 5 pollici, con ritratti a mezzo busto o a figura intera proporzionalmente più grandi.

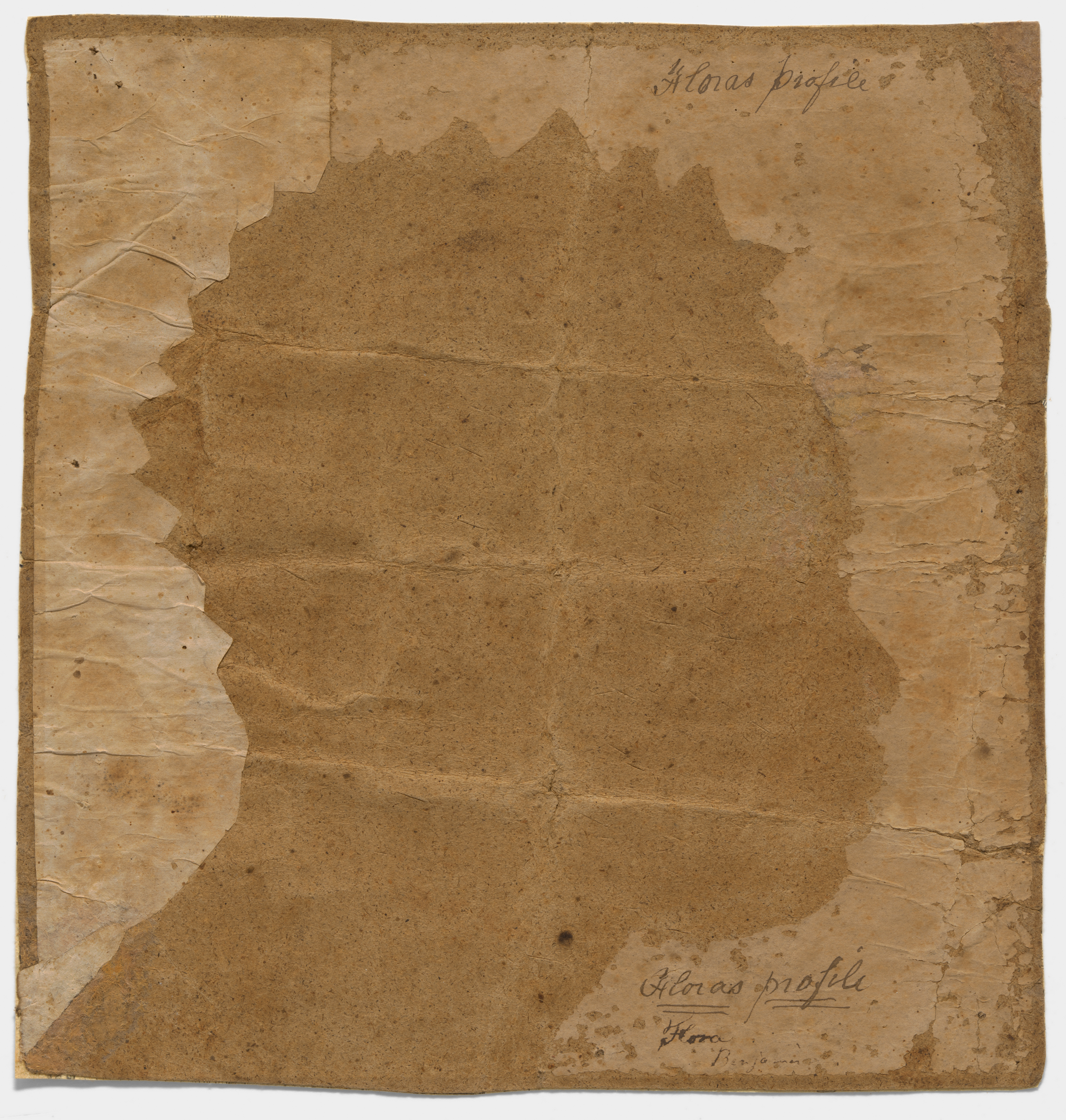
Sagoma ritagliata su cartoncino della donna schiava Flora, 1796

In America, le sagome furono molto popolari dal 1790 al 1840 circa.
L'apparato di fisionotraccia (uno strumento, progettato per tracciare la fisionomia di una persona per realizzare acquatinte di ritratti semiautomatici) inventato dal francese Gilles-Louis Chrétien nel 1783-84 ha facilitato la produzione di ritratti di silhouette dispiegando la meccanica del pantografo per trasmettere il tracciato (tramite un oculare) della sagoma del profilo del soggetto a un ago che si muove su una lastra di incisione, da cui è possibile stampare più copie verticali. L'invenzione della fotografia segnò la fine della silhouette come forma diffusa di ritrattistica.

### Mantenimento della tradizione
L'abilità non è andata persa e gli artisti di silhouette itineranti hanno continuato a lavorare alle fiere statali nel 20º secolo. Anche EJ Perry e Dai Vernon erano artisti attivi a Coney Island in quel periodo. La popolarità del ritratto della silhouette sta rinascendo in una nuova generazione di persone che apprezzano la silhouette come un modo nostalgico di catturare un'occasione significativa. Negli Stati Uniti e nel Regno Unito gli artisti di silhouette hanno siti web che pubblicizzano i loro servizi in occasione di matrimoni e altre funzioni simili. In Inghilterra c'è un gruppo attivo di artisti della silhouette. In Australia, S. John Ross maneggiava le sue forbici a mostre agricole per 60 anni fino alla sua morte nel 2008. Altri artisti come Douglas Carpenter producono immagini di silhouette usando penna e inchiostro.

## La silhouette nell'arte, nei media e nelle illustrazioni
Dalla fine del XVIII secolo, i silhouette artist hanno realizzato anche piccole scene ritagliate da cartoncino e montate su uno sfondo contrastante come i ritratti. Queste immagini, note come "tagli di carta", erano spesso, ma non necessariamente, immagini di sagome. Tra gli artisti del XIX secolo che lavorarono in questo modo c'era l'autore Hans Christian Andersen. L'artista moderno Robert Ryan crea immagini complesse con questa tecnica, a volte usandole per produrre stampe serigrafiche.
Tra la fine del XIX e l'inizio del XX secolo diversi illustratori utilizzarono disegni di aspetto simile per realizzare illustrazioni di libri. Le immagini di silhouette potevano essere facilmente stampate da blocchi che erano più economici da produrre e più duraturi rispetto alle dettagliate illustrazioni in bianco e nero.
Le immagini di silhouette a volte compaiono nei libri dell'inizio del XX secolo insieme a tavole a colori. Gli illustratori che hanno prodotto immagini di silhouette a quei tempi includono Arthur Rackham e William Heath Robinson. Rompendo con il realismo letterale, gli artisti dei movimenti vorticisti, futuristi e cubisti hanno utilizzato la silhouette. Gli illustratori della fine del XX secolo che hanno lavorato in silhouette includono Jan Pienkowski e Jan Ormerod. All'inizio degli anni '70, l'artista francese Philippe Derome usa la silhouette nera nei suoi ritratti di persone di colore. Nel 21º secolo, l'artista americana Kara Walker sviluppa questo uso della silhouette per presentare questioni razziali confrontandosi con le immagini.

### Teatro delle ombre
Nato in oriente con tradizioni come i teatri delle ombre dell'Indonesia, il gioco delle ombre divenne un intrattenimento popolare a Parigi durante il XVIII e XIX secolo. Nella Parigi della fine del XIX secolo, il teatro delle ombre era particolarmente associato al cabaret Le Chat Noir di cui Henri Rivière era l'ideatore.

### Film
Fin dal loro uso pionieristico da parte di Lotte Reiniger nei film muti, le sagome sono state utilizzate per una varietà di effetti iconici, grafici, emotivi o, al contrario, per distanziare, in molti film. Questi includono molte delle sequenze di titoli di testa dei film di James Bond. La sequenza di apertura della serie televisiva Alfred Hitchcock Presents presenta un profilo sagomato di Alfred Hitchcock che entra in un profilo caricaturale di se stesso, e nel suo film Psycho, l'assassino nella scena della doccia si manifesta come una sagoma terrificante. Una scena di ET che mostra i personaggi centrali su una bicicletta volante che si staglia contro la luna piena è diventata un famoso manifesto del film. Harry Potter e i Doni della Morte – Parte 1 contiene una sequenza animata in silhouette che illustra un racconto La storia dei tre fratelli che è incorporato nel film. La sequenza è stata prodotta da Ben Hibon per Framestore, con lavori di Alexis Lidell.
Le sagome sono state utilizzate anche dagli artisti di registrazione nei video musicali. Un esempio è il video di "Buttons" delle Pussycat Dolls, in cui si vede Nicole Scherzinger in silhouette. Michael Jackson ha usato la sua silhouette distintiva sia sul palco che in video come "You Rock My World". I primi spot pubblicitari per iPod ritraevano ballerini che indossavano un iPod e auricolari.
Il programma televisivo di culto, Mystery Science Theater 3000, presenta i tre personaggi principali della serie che guardano un film come sagome nella parte inferiore dello schermo.

### Architettura
La disciplina dell'architettura che studia le ombre proiettate da o sopra gli edifici si chiama sciografia.
Il gioco di ombre sugli edifici era molto in voga mille anni fa, come evidenziato dagli esempi sopravvissuti dell'arte "mukarnas", dove le ombre degli ornamenti tridimensionali con muratura in pietra intorno all'ingresso delle moschee formano immagini. Poiché le immagini vere e proprie erano evitate nell'Islam, le tassellature e le immagini calligrafiche erano consentite, le sagome "accidentali" sono un'alternativa creativa.

### Fotografia
Molti fotografi ritraggono persone, oggetti o elementi del paesaggio in controluce, per ottenere un'immagine in silhouette. La luce di fondo può essere naturale, come un cielo nuvoloso o aperto, foschia o nebbia, tramonto o una porta aperta (una tecnica nota come contre-jour), oppure può essere realizzata in uno studio, come l'illuminazione low-key. La sagomatura richiede che l'esposizione sia regolata in modo che non vi siano dettagli (sottoesposizione) all'interno dell'elemento della silhouette desiderato e la sovraesposizione affinché lo sfondo lo renda luminoso; quindi un rapporto di illuminazione di 16:1 o superiore è l'ideale. Il sistema a zone è stato un aiuto per i fotografi cinematografici nel raggiungere i rapporti di esposizione richiesti. La pellicola ad alto contrasto, la regolazione dello sviluppo della pellicola e/o la carta fotografica ad alto contrasto possono essere utilizzate nella fotografia a base chimica per migliorare l'effetto in camera oscura. Con l'elaborazione digitale il contrasto può essere migliorato attraverso la manipolazione della curva di contrasto dell'immagine.

### Nella progettazione grafica
Nei media il termine "to silhouette" viene utilizzato per il processo di separazione o mascheramento di una parte di un'immagine (come lo sfondo) in modo che non venga mostrata. Tradizionalmente le sagome sono state spesso utilizzate nella pubblicità, in particolare nella progettazione di poster, perché possono essere stampate in modo economico ed efficace.

## Altri usi

### Moda e fitness
La parola "silhouette", poiché implica il contorno di una forma, è stata usata sia nella moda che nel fitness per descrivere la forma del contorno del corpo da una particolare angolazione, come alterata dall'abbigliamento nell'uso della moda, e vestita o svestita dove la forma fisica è interessato. La pubblicità per entrambi questi campi spinge le persone, le donne in particolare, a ottenere un aspetto particolare, tramite corsetteria, dieta o esercizio fisico. Il termine era in uso nella pubblicità all'inizio del XX secolo. Molte palestre e centri fitness usano la parola "silhouette" nel nome o nella pubblicità.
Anche gli storici del costume usano il termine per descrivere l'effetto ottenuto dagli abiti di epoche diverse, in modo da poter descrivere e confrontare la silhouette degli anni Sessanta dell'Ottocento con quella degli altri decenni dell'Ottocento. Una silhouette desiderabile potrebbe essere influenzata da molti fattori. L'invenzione dell'acciaio crinolina ha influenzato la silhouette delle donne negli anni 1850 e '60. La postura della principessa Alexandra ha influenzato la silhouette delle donne inglesi nel periodo edoardiano.

### Identificazione
Poiché le sagome danno un'immagine molto chiara, sono spesso utilizzate in qualsiasi campo in cui è necessaria la rapida identificazione di un oggetto. Le sagome hanno molte applicazioni pratiche, ad esempio nell'uso per i segnali stradali. Sono utilizzate per identificare città o paesi con sagome di monumenti o mappe. Sono usate anche per identificare oggetti naturali come alberi, insetti e diversi animali. Sono usate anche nella scienza forense.

### Giornalismo
Per le interviste, alcune persone scelgono di essere filmate in silhouette per mascherare i loro tratti del viso e proteggere il loro anonimato, tipicamente accompagnate da una voce doppiata. Questo viene fatto quando le persone possono essere in pericolo se è noto che sono state intervistate.

### Modellazione al computer

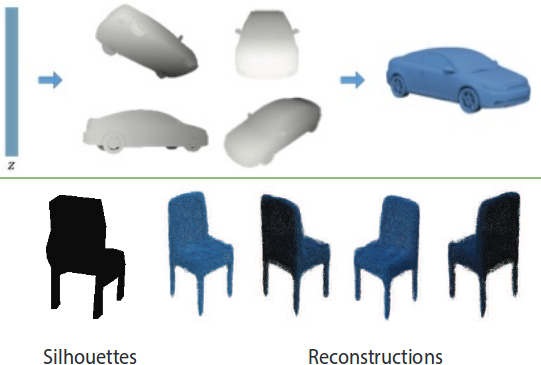
Modellazione al computer di una silhouette

I ricercatori di visione artificiale sono stati in grado di costruire modelli computazionali per la percezione in grado di generare e ricostruire forme 3D da mappe di profondità o sagome a vista singola o multipla.

### Documenti aziendali
Le sagome sono state utilizzate anche per creare immagini che fungono da documenti aziendali. I proprietari di schiavi hanno fatto realizzare sagome delle persone che hanno ridotto in schiavitù per documentarle come proprietà e per accompagnare altri documenti commerciali come un atto di vendita.

### Uso militare
Le sagome di navi, aerei, carri armati e altri veicoli militari vengono utilizzate da soldati e marinai per imparare a identificare diverse imbarcazioni.

## Galleria d'immagini

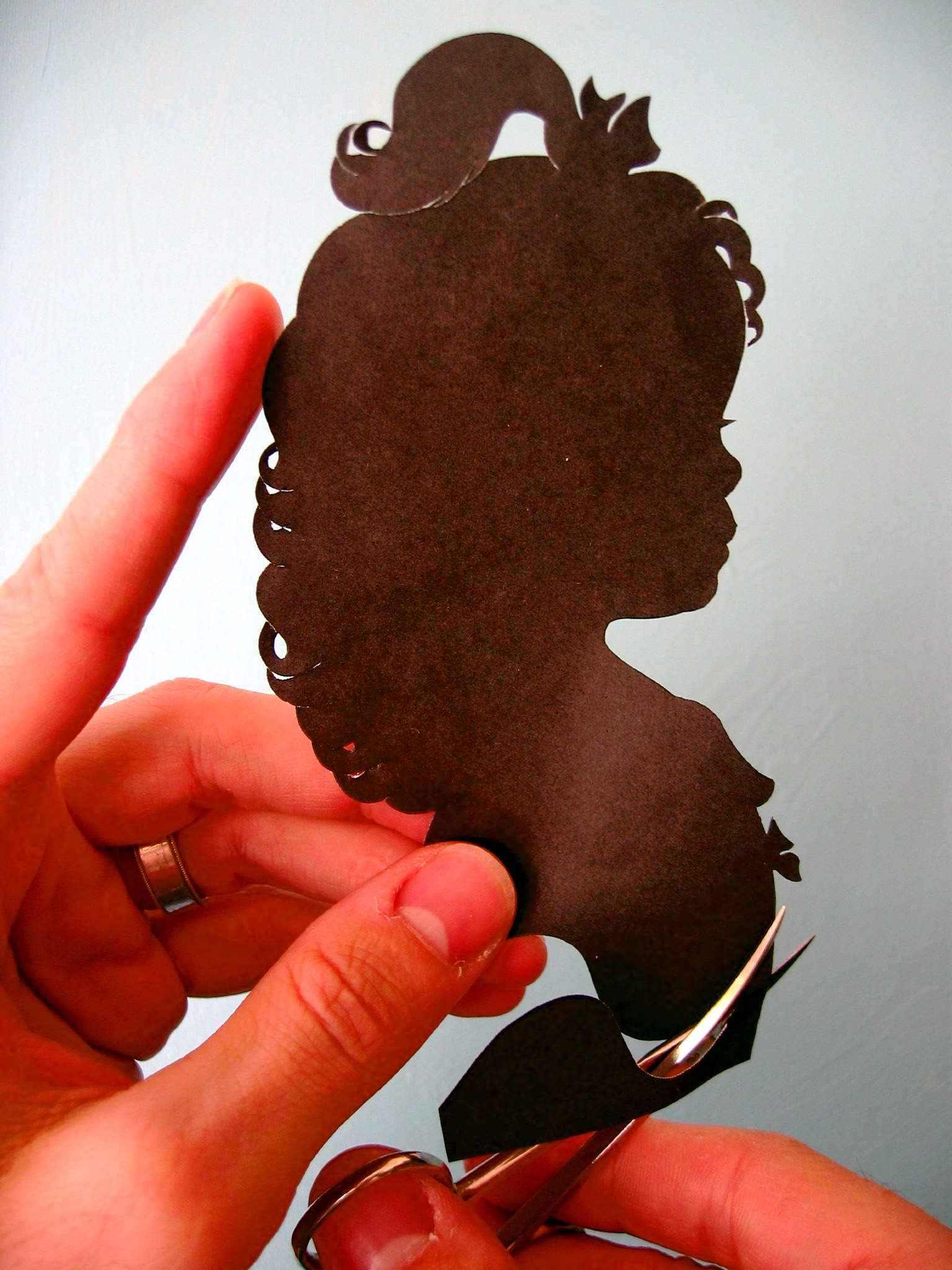
Il metodo tradizionale per realizzare un ritratto di silhouette.
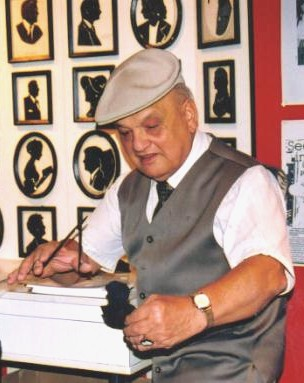
S. John Ross, Sydney Royal Easter Show, circa 2004.
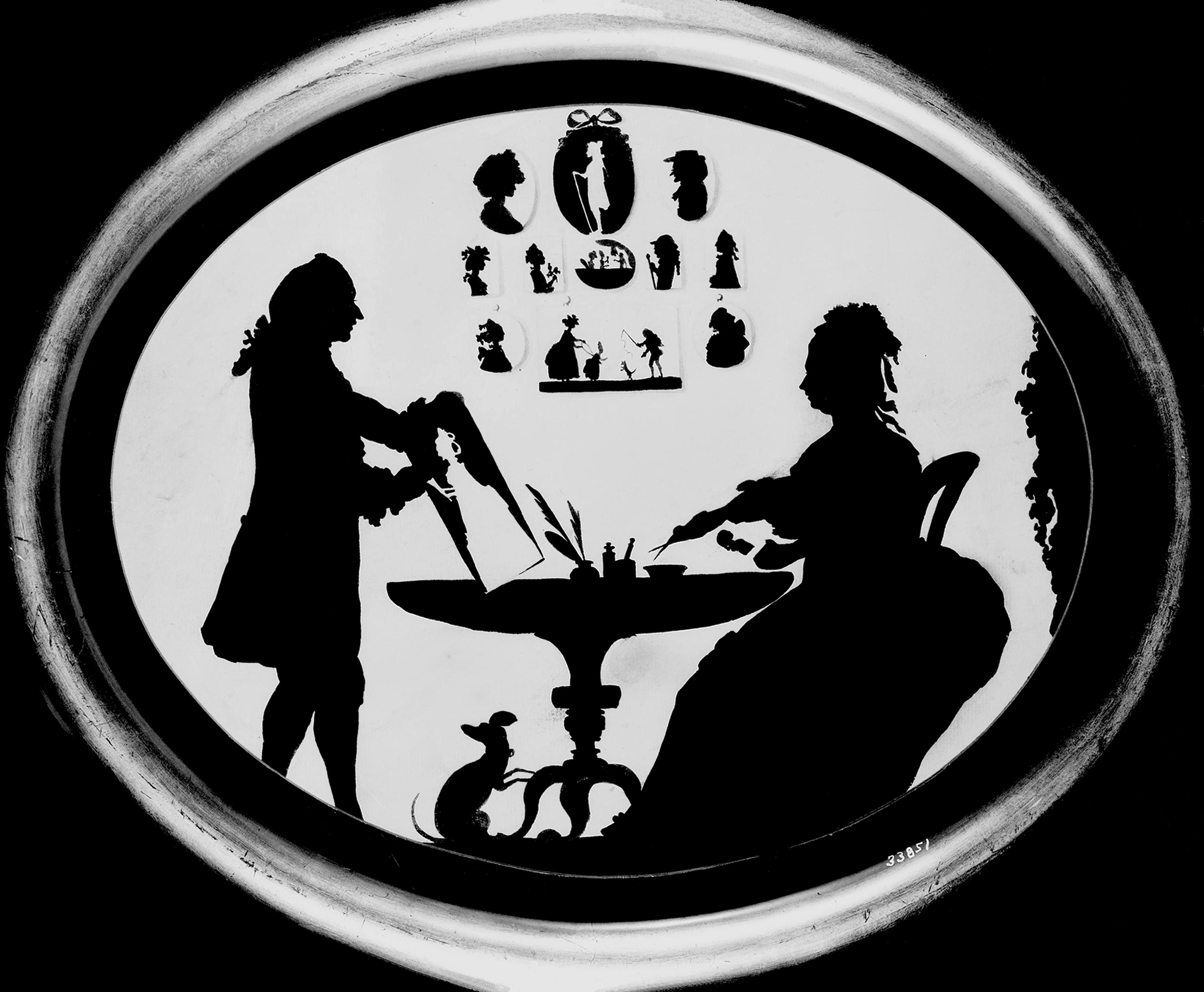
Mister Bethany e Patience Wright, Incisione anonima.
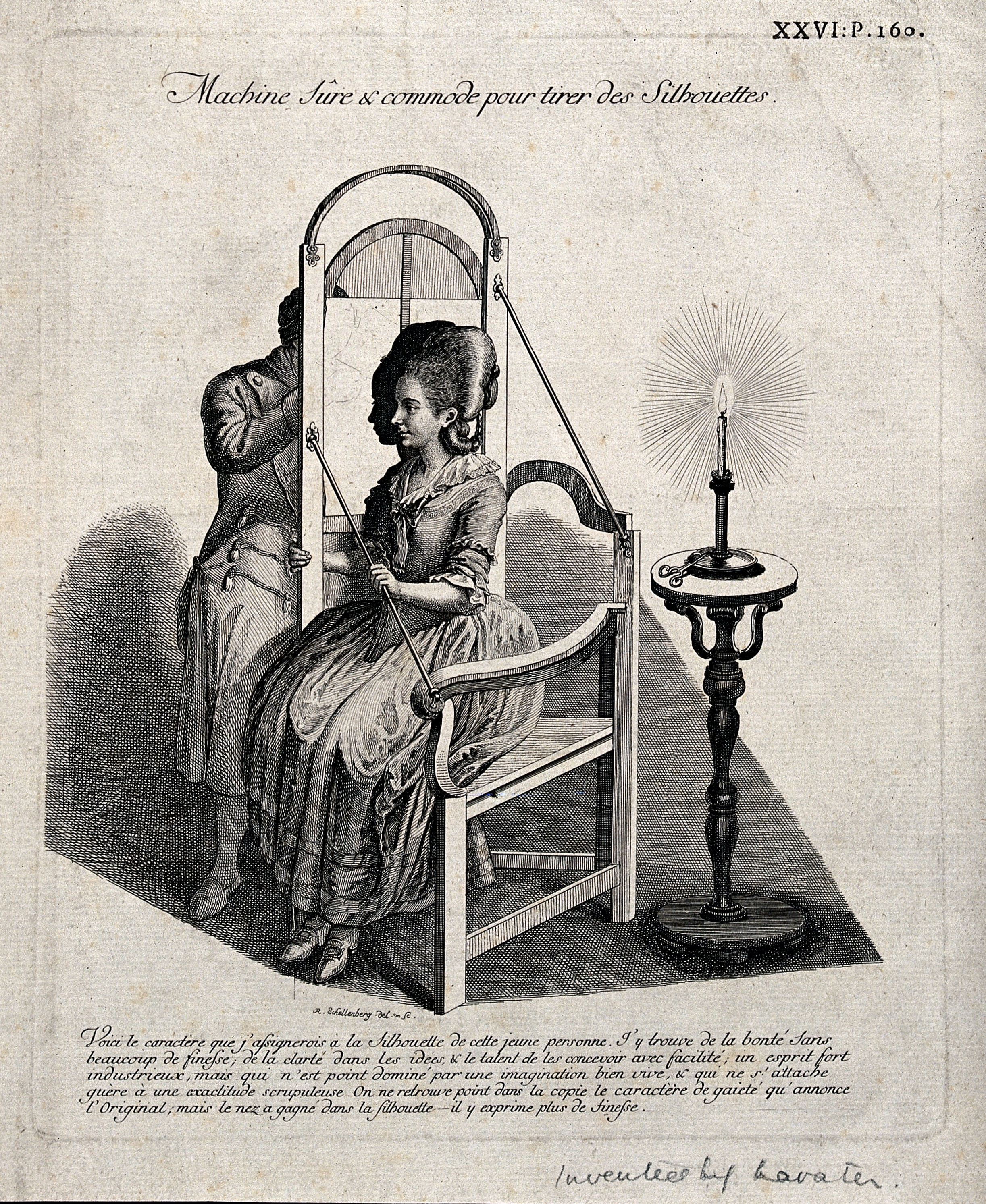
Disegnare una silhouette di Johann Rudolph Schellenberg (1740-1806).
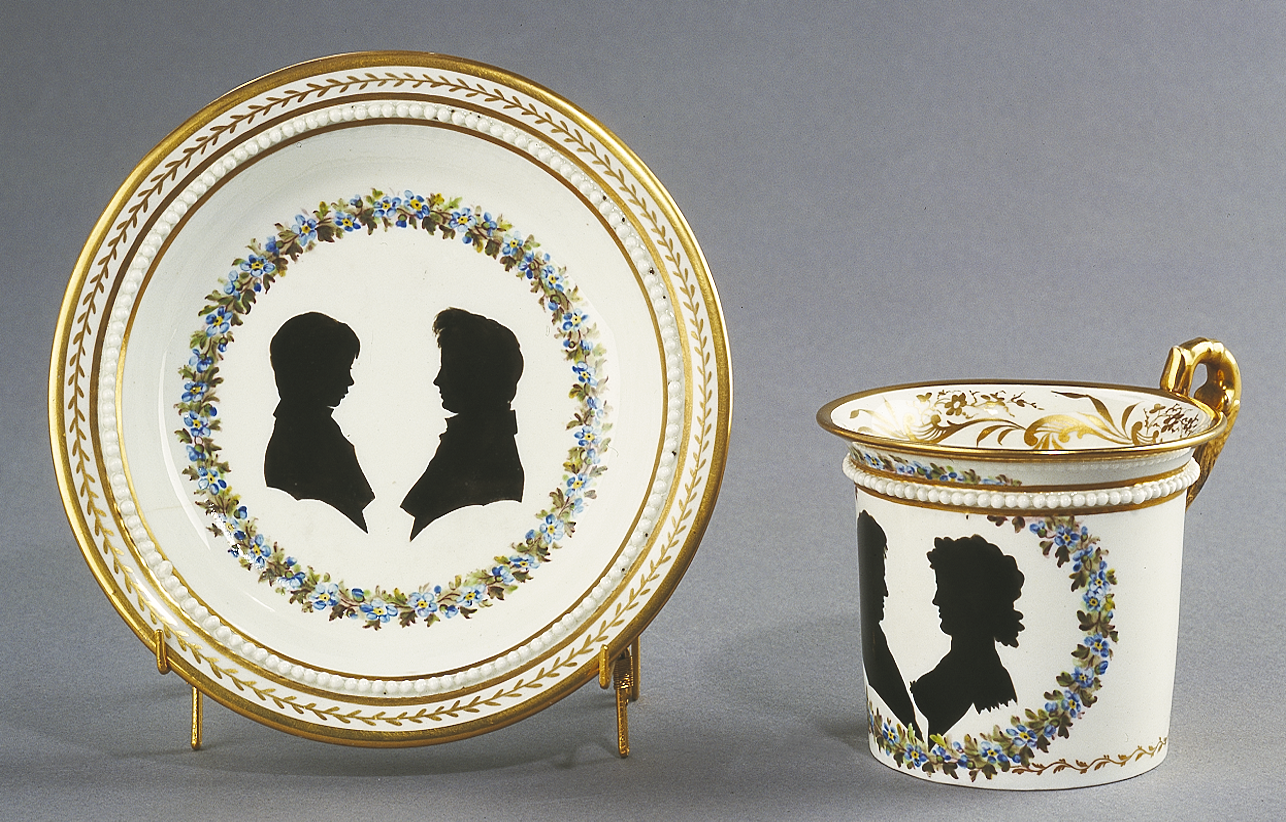
Porcellane Derby con ritratti di famiglia, circa 1810.
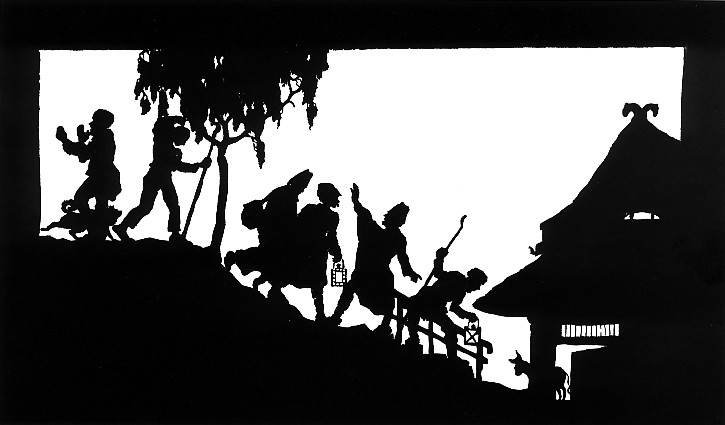
Un'illustrazione tradizionale ritagliata su carta di Wilhelm Gross.
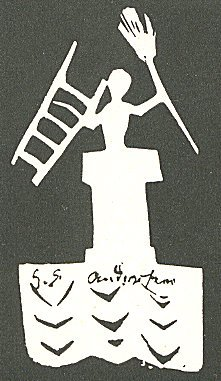
Bianco su nero di Hans Christian Andersen
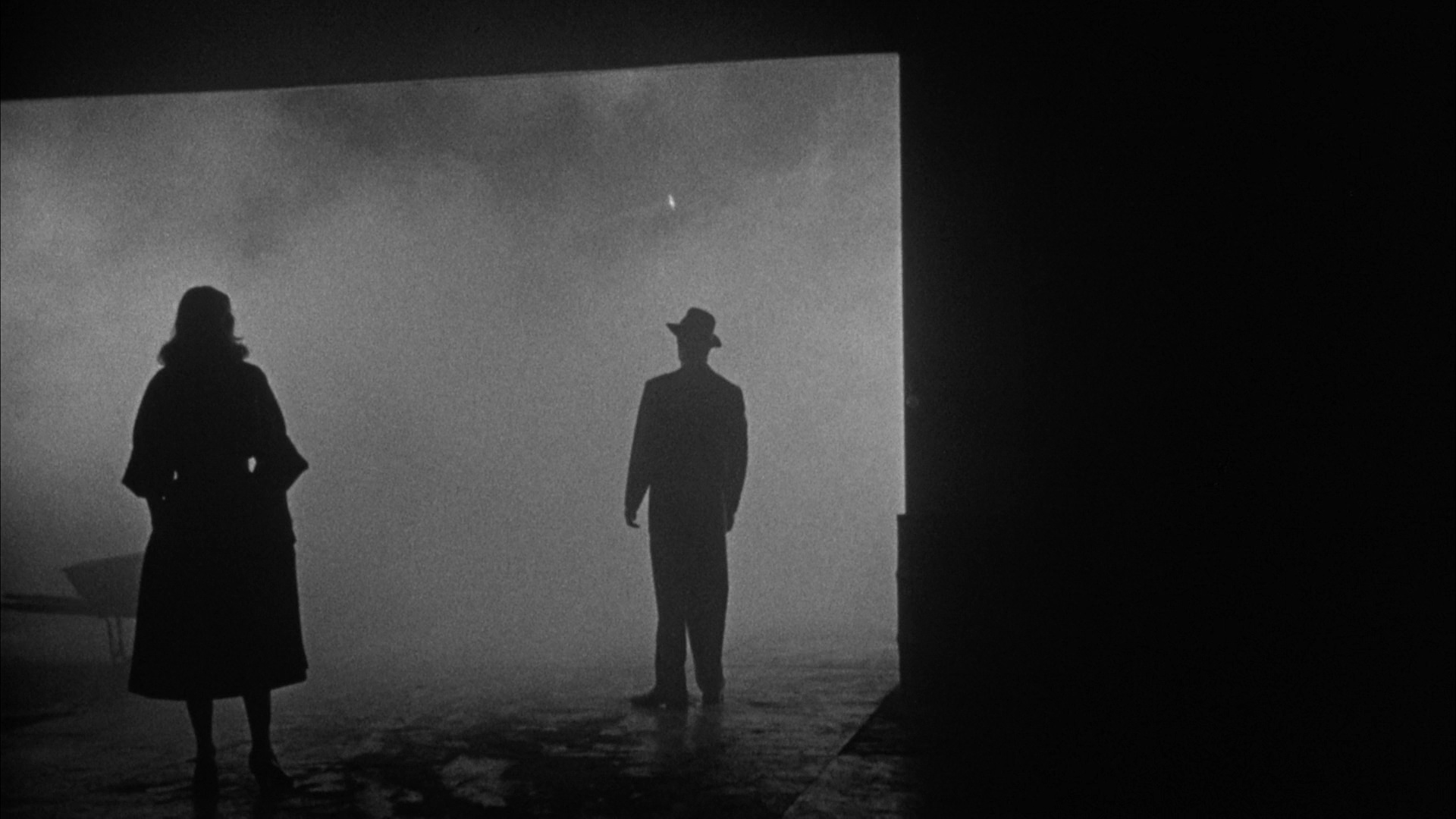
Scena del film noir, The Big Combo (La polizia bussa alla porta) del 1955 girato da John Alton.
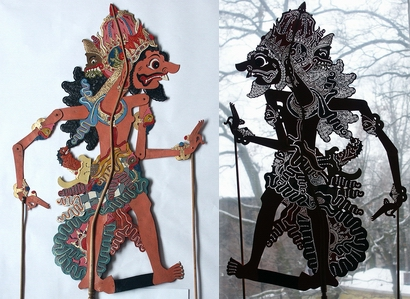
Un burattino balinese e la sua ombra
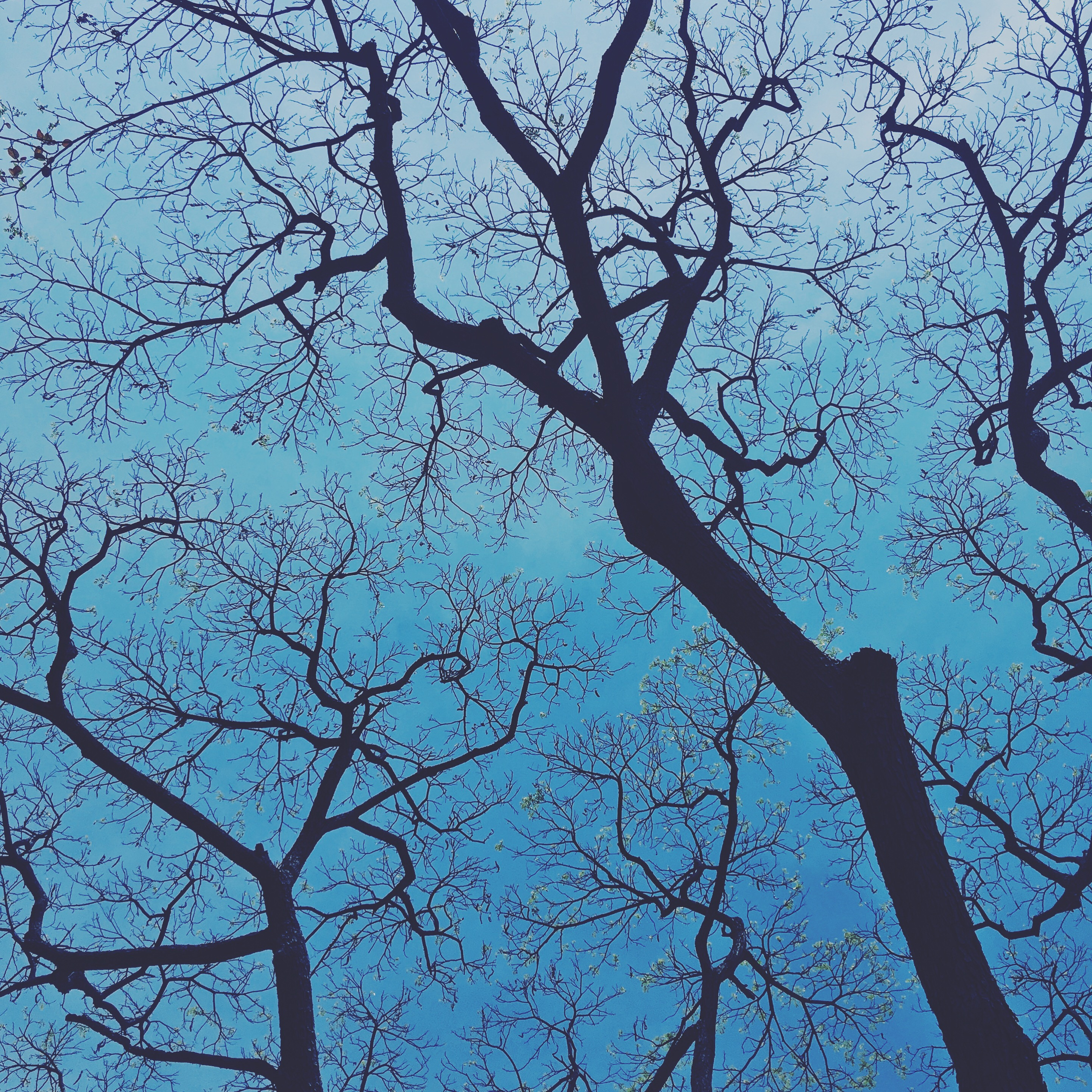
Silhouette di alberi
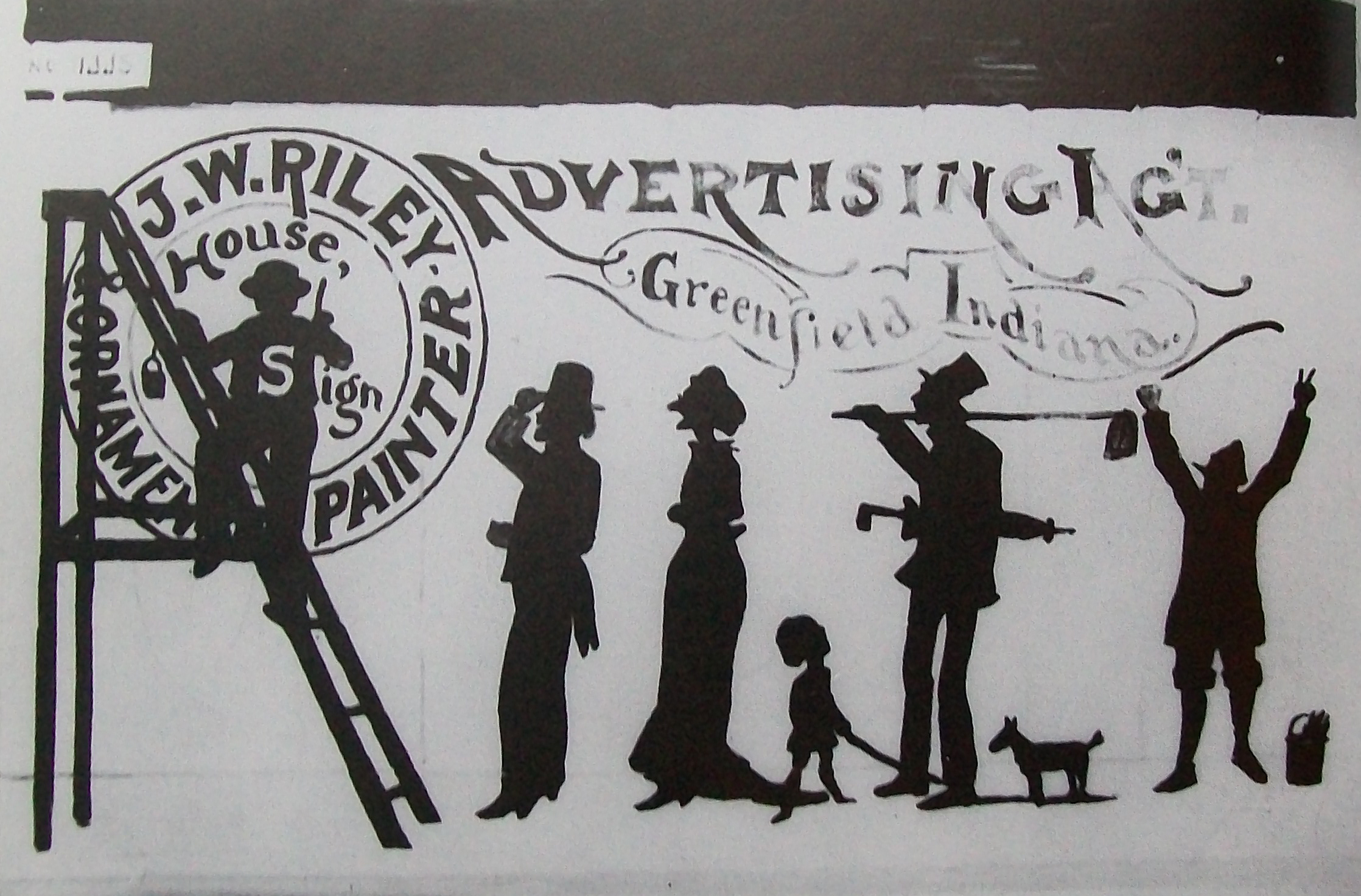
Una pubblicità per l'attività di James Whitcomb Riley, 1871.
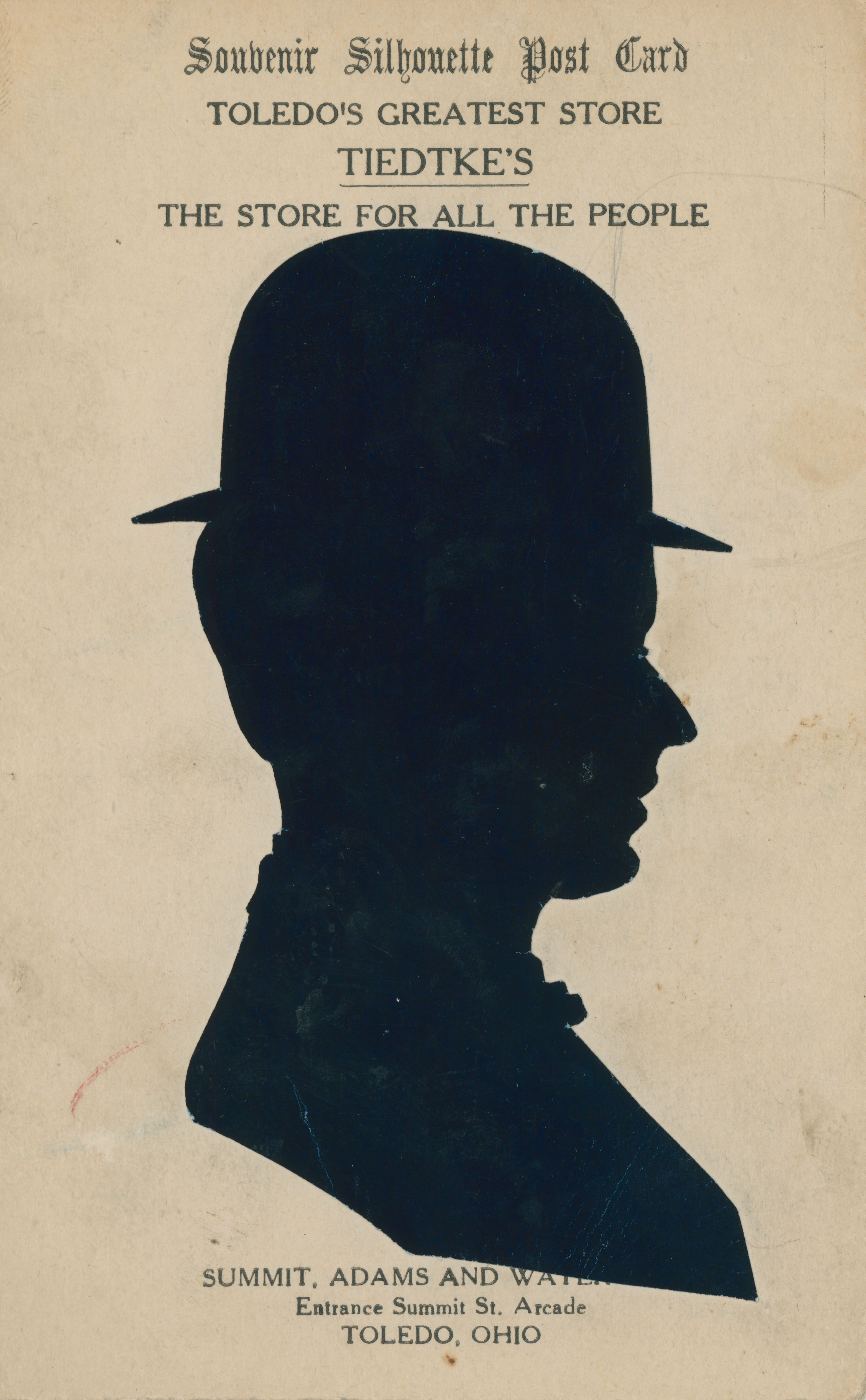
Cartolina pubblicitaria per il negozio di Tiedtke a Toledo, Ohio.
I segnali stradali usano spesso sagome. Questo segnale avverte che la strada attraversa una linea ferroviaria.
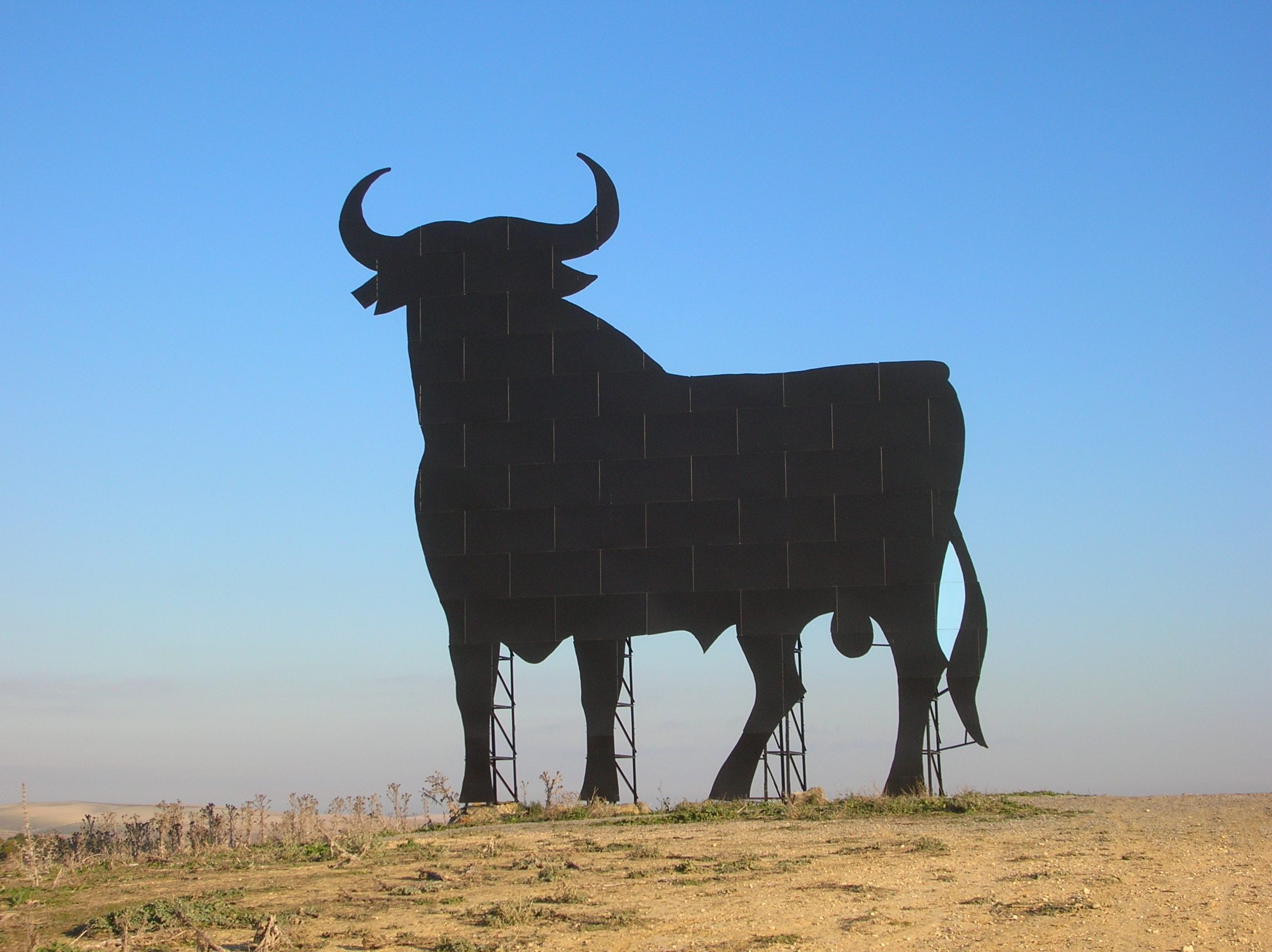
Il cartello pubblicitario del toro Osborne a Las Cabezas de San Juan, Spagna.
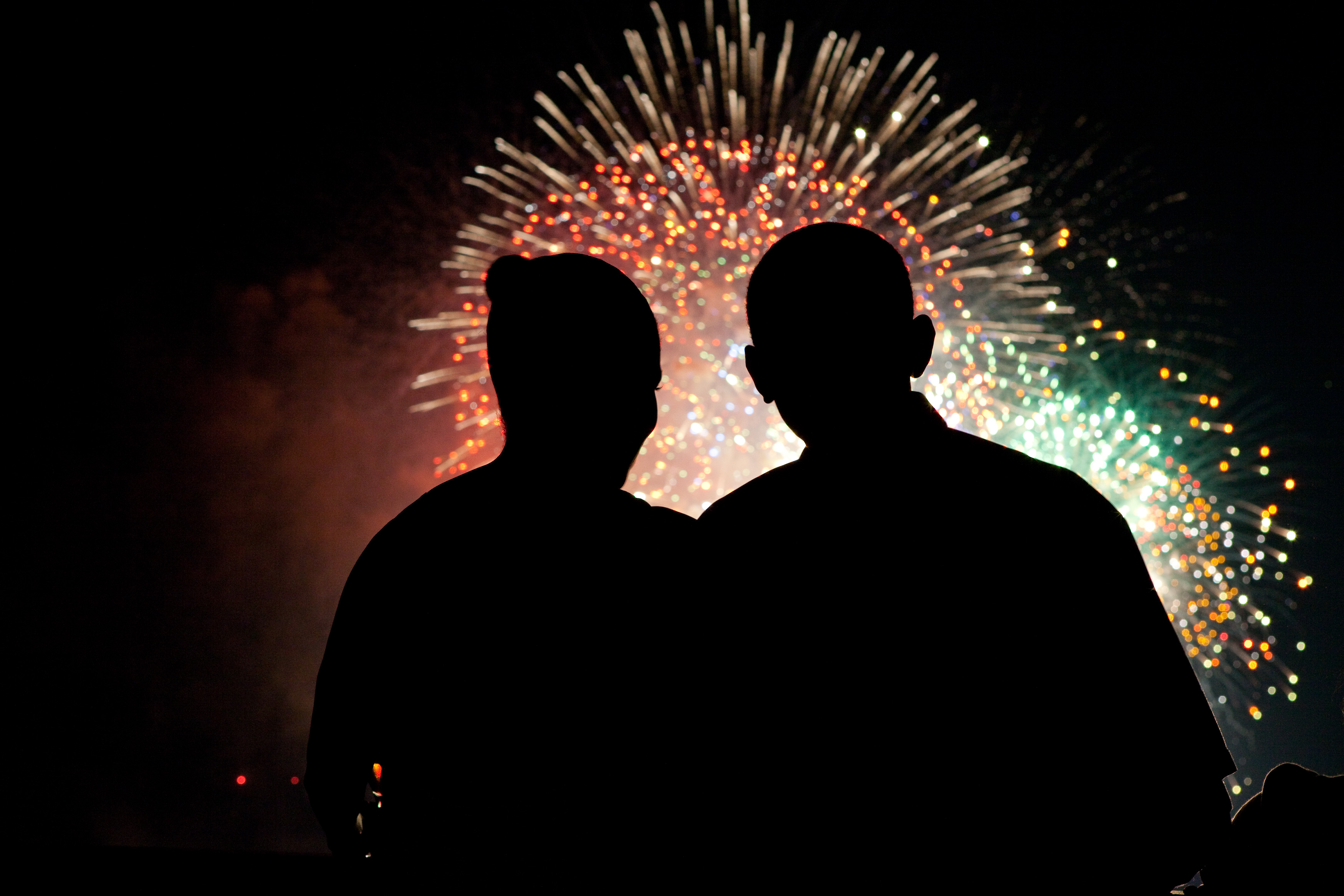
Barack e Michelle Obama guardano i fuochi d'artificio.
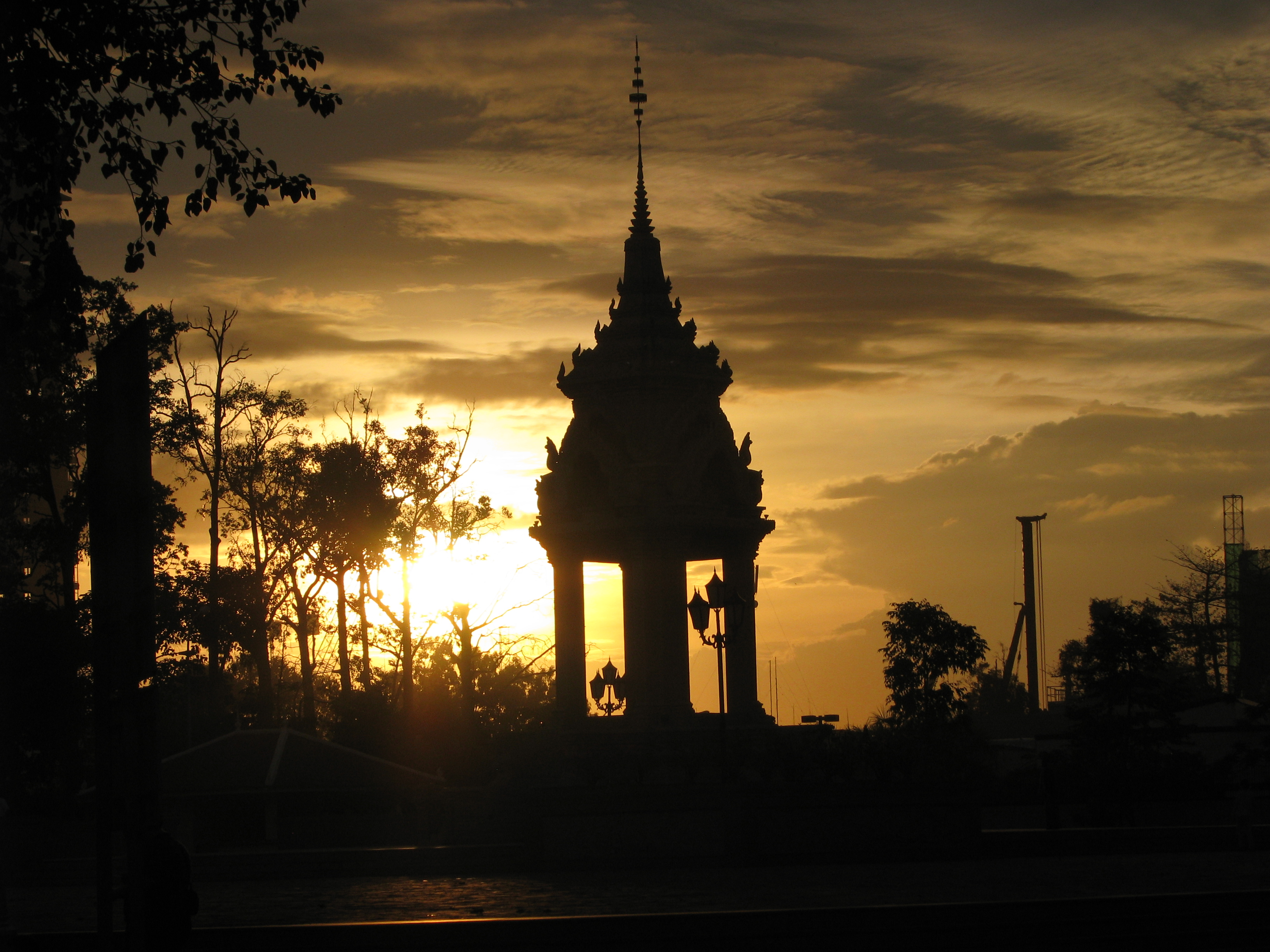
Cambogia al tramonto